# Kon Shimizu
Kon Shimizu (清水崑?, Shimizu Kon; Nagasaki, 22 settembre 1912 – Tokyo, 27 marzo 1974) è stato un fumettista e vignettista giapponese.

## Biografia
Orfano dei genitori dall'età di 7 anni, già durante i suoi studi all'Istituto Commerciale di Nagasaki si fece conoscere come caricaturista di compagni e professori. Dopo la mancata ammissione all'Università delle arti di Tokyo e un difficile periodo in cui visse come caricaturista e ritrattista da strada, nel 1933 si unì allo Shin Mangaha Shūdan, un movimento di giovani artisti fondato da Ryūichi Yokoyama che ambiva a un rinnovamento totale dell'arte del manga, e trovò lavoro presso la Bungeishunjii Publishing Company.
Nel 1935 Shimizu ottenne il suo primo successo con la striscia satirica Tokyo Senichi ya Monogatari ("Le mille e una notte di Tokio"), che venne pubblicata sul quotidiano Shinsenen e che successivamente ispirò un film. Dopo la Guerra del Pacifico divenne vignettista politico del quotidiano Shinyūkan.
Nel 1951 creò per il settimanale Weekly Asahi Geinō la sua opera più famosa, la striscia a fumetti Kappa Kawatarō ("Kawatarō il kappa"). La serie ebbe un immediato successo, generando un adattamento televisivo e una lunga serie di sequel e spin-off, collettivamente conosciuti come "i kappa", di cui il più famoso fu Kappa Tengoku ("Il paradiso dei kappa"). Nel 1955 i kappa di Shimizu divennero inoltre mascotte ufficiali della compagnia di Sakè Kizakura, apparendo in pubblicità e merchandising.